# کمره سفلی (اسلام‌آباد غرب)
کمره سفلی، روستایی از توابع بخش مرکزی شهرستان اسلام‌آباد غرب در استان کرمانشاه ایران است.

## جمعیت
این روستا در دهستان شیان قرار دارد و براساس سرشماری مرکز آمار ایران در سال ۱۳۹۰، جمعیت آن ۵۵۳ نفر (۱۴۰ خانوار) بوده است. از اقوام معروف این روستا می‌توان به خاندان فتاحی و فتاحیان و حبیبی وعباسی اشاره کرد.